# Vier jachttaferelen
Vier jachttaferelen is een reeks van vier verloren gegane schilderijen door de Zuid-Nederlandse schilder David de Coninck, die zich oorspronkelijk in het Rijksmuseum in Amsterdam bevonden.

## Voorstelling
De schilderijen stelden voor een hertenjacht, een berenjacht, een jachtstuk met dood wild en een valkenjacht. Het waren grote stukken van ieder bijna 2 meter hoog en moeten oorspronkelijk deel hebben uitgemaakt van een decoratieprogramma van een kamer.

### De hertenjacht
Dit schilderij stelde een damhert voor dat uit het water vlucht over een rots, terwijl het achtervolgd wordt door zes jachthonden. Een van de honden bijt het hert in zijn achterpoot. Een andere hond wordt omvergegooid. Een derde klimt uit het water over een boomstam. Twee honden dragen halsbanden; op de ene staan de letters "RR", op de andere de letter "I". Het werk was rechtsonder gesigneerd "DAVID. DE CONINCK".

### De berenjacht
Dit schilderij stelde een beer voor die aangevallen wordt door vijf honden. Drie van deze honden dragen halsbanden. Op een van deze staan de letters "A·T". Dit werk was rechtsonder gesigneerd "DAVID·DE·CONINCK f".

### Jachthonden en dood wild
Van dit werk zijn alleen beschrijvingen bewaard gebleven. Het moet hebben voorgesteld een stilleven van dood wild (een gans hangend aan een boomtak, patrijzen, fazanten en vos), jachtattributen, jachthonden en "verder bijwerk". Dit werk was voor zover bekend niet gesigneerd.

### De valkenjacht
Dit schilderij stelde voor een landschap met daarin een groep eenden in het water die aangevallen wordt door een zwemende hond en een neerstrijkende slechtvalk. Het werk was rechtsonder gesigneerd "·DAVID·DE·CONINCK f".

## Herkomst
De werken zijn afkomstig uit de verzameling van de Rotterdamse verzamelaar Gerrit van der Pot, heer van Groeneveld. Deze woonde van 1787 tot 1795 in Brussel, waar hij bevriend raakte met Pieter Joseph Thijs, een stillevenschilder en hofschilder van de landvoogdes Maria Christina van Oostenrijk. Deze laatste moest op 9 november 1792 Brussel verlaten nadat deze stad door de Fransen was ingenomen. In maart 1793 werd haar inboedel door de Fransen openbaar verkocht. Hierbij verwierf Van der Pot "vier kapitale jachtstukken" van David de Coninck. Deze werken moeten dus eens een van de paleizen van de aartshertogen in Brussel versierd hebben.
Na Van der Pots dood werden de werken op 6 juni 1808 voor 565 gulden geveild aan het Koninklijk Museum, de voorloper van het Rijksmuseum Amsterdam. In 1924 werden ze in bruikleen afgestaan aan de Ambassade van Nederland in Duitsland aan de Rauchstraße in Berlijn. Na de Duitse inval in Nederland in mei 1940 vertrok het Nederlandse gezantschap naar Frankrijk. Na de capitulatie van Nederland betrok een Zweeds gezantschap het ambassadegebouw. Dit gezandschap was ook belast met de behartiging van de Nederlandse belangen in Duitsland. In 1943 werd het gebouw tijdens een bombardement vernietigd waarbij ook de vier schilderijen verloren gingen.